# دانشگاه آزاد اسلامی واحد سروستان
دانشگاه آزاد اسلامی واحد سروستان، یکی از واحدهای دانشگاه آزاد اسلامی در شهر سروستان است. این دانشگاه در رتبه‌بندی وبومتریکس ۲۰۲۰ ششمین واحد دانشگاه آزاد برتر استان فارس (پس از شیراز، مرودشت، جهرم، نورآباد و ارسنجان) است. دانشگاه آزاد اسلامی واحد سروستان در سال ۱۳۷۴ تأسیس گردید و هم‌اکنون دارای ۲۰۰۰ دانشجو و ۵۵ رشته در مقاطع دکتری، کارشناسی ارشد، کارشناسی و کاردانی است. این دانشگاه از واحدهای مجری علوم پزشکی دانشگاه آزاد به‌شمار می‌رود. این دانشگاه در بزرگترین شهرک دانشگاهی شرق استان فارس واقع شده‌است.

## دانشکده‌ها
- دانشکده علوم پایه
- دانشکده فنی و مهندسی
- دانشکده علوم انسانی